# كليبس (برمجيات)
كليبس (بالإنجليزية: Clips)‏ هو تطبيق لتحرير الفيديو على الهاتف المحمول أنشأته شركة أبل. وتم إصداره على آي أو إس آب ستور في 6 أبريل 2017، مجانًا. في البداية، كان متاحًا فقط على الأجهزة ذات 64 بت التي تعمل بنظام آي أو إس 10.3أو أحدث؛ اعتبارًا من الإصدار 3.1.3، يتطلب نظام آي أو إس 16.0 أو أحدث. تصفه شركة أبل بأنه تطبيق «لصنع ومشاركة مقاطع فيديو ممتعة مع نصوص وتأثيرات ورسومات والمزيد».

## الميزات
بعد تشغيل التطبيق، يرى المستخدم عرض الكاميرا الأمامية. يسمح التطبيق للمستخدم بإنشاء مقطع جديد من خلال النقر على زر التسجيل الأحمر، أو استخدام الصور أو مقاطع الفيديو من مكتبة الصور الخاصة بالجهاز. بمجرد تسجيل المقطع، يمكن إضافته إلى الجدول الزمني للمشروع الموضح في أسفل الشاشة. يمكن للمستخدم مشاركة مشروعه على منصات التواصل الاجتماعي. يمكن للمستخدم أيضًا إضافة عوامل تصفية وتأثيرات إلى المشروع. يمكن أيضًا إنشاء «العناوين المباشرة» (المتوفرة بأنماط متعددة) عن طريق الإملاء على الجهاز.